# Плотниково (Новосибирский район)
Плотниково — село в Новосибирском районе Новосибирской области России. Административный центр Плотниковского сельсовета.

## География
Площадь села — 149 гектаров.

## Население
| 2002 | 2007  | 2010  |
| ---- | ----- | ----- |
| 2003 | ↘1926 | ↘1725 |

## История
В советский период в Плотниково был колхоз «Заветы Ильича», в котором в 1941 году было 206 трудоспособных членов (93 мужчины и 113 женщин), а в 1944 году было 80 трудоспособных членов (12 мужчин и 68 женщин). Также в этом колхозе в 1944 году работали 5 семей эвакуированных и 12 сосланных немецких семей. В 1944 году в этом колхозе засеяли 513 гектар пашни (50 % площади посева 1941 года), а осенью убрали 450 гектар. На 1 трудодень «Заветы Ильича» в 1940 году выдали 81 копейку и 760 грамм зерна, а в 1944 году выдали на 1 трудодень 70 копеек и 200 грамм зерна.

## Инфраструктура
В селе по данным на 2007 год функционируют 1 учреждение здравоохранения и 3 учреждения образования.

## Люди, связанные с селом
- Георгий Иванович Жуков (1913—1994) — участник Великой Отечественной войны, командир батальона 362-й Верхне-Днепровской Краснознамённой стрелковой дивизии, майор; Герой Советского Союза (1945), уроженец села Плотниково.
- Руднев, Василий Филиппович (1928—2018) — советский и российский художник, народный художник Российской Федерации (2009).